# Capital Gate
Capital Gate là một nhà chọc trời công năng hỗn hợp ở Abu Dhabi gần với Trung tâm triển lãm Abu Dhabi được thiết kế với một độ nghiêng cao. Với độ cao 160 mét, đây là một trong những toà tháp cao nhất thành phố, tháp có độ nghiên 18 đô về phía tây. Chủ sở hữu và triển khai dự án Capital Gate là Abu Dhabi National Exhibitions Company. Tháp này là trung điểm của dự án tổng thể phát triển Trung tâm triển lãm quốc gia Capital Centre/ Abu Dhabi. Tòa tháp này phải dùng đến 15.000 mét khối bê tông, kết hợp với 10.000 tấn thép để xây dựng. Bên trong Capital Gate là hàng nghìn mét vuông văn phòng. Khách sạn 5 sao Hyatt cũng sẽ được đặt ở đây.

## Kỷ lục thế giới
Tháng 6 năm 2010, Sách kỷ lục Guinness đã chứng nhận Capital Gate là "Tòa tháp nhân tạo nghiêng nhiều nhất thế giới". Tòa nhà tạo một góc 18 độ so với phương thẳng đứng, gấp 5 lần độ nghiêng của tháp Pisa. "
Tuy nhiên, tòa tháp chuông Suurhusen tại ở làng Suurhusen, tỉnh Ostfriesland thuộc bang Niedersachsen tại Đức vẫn còn được xác nhận là “Tòa tháp nghiêng nhất của thế giới có danh hiệu không được định trước”.

## Kiến trúc và thiết kế
Toà nhà có đường hầm được thiết kế đặc biệt để hấp thụ các lực do gió và tải địa chấn gây ra, cũng như độ dốc của Capital Gate. Capital Gate được nghĩ [ bởi ai?] Là tòa nhà đầu tiên của Trung Đông để sử dụng một diagrid; Những người khác trên thế giới bao gồm 30 St Mary Axe (Gherkin) của London, Tháp Hearst của New York và Sân vận động Quốc gia Bắc Kinh. 
Dự án Capital Gate có thể đạt được độ nghiêng của nó thông qua kỹ thuật kỹ thuật, được gọi là pre-cambering, cho phép các tấm sàn được xếp chồng lên nhau theo chiều dọc lên đến tầng 12 và xen kẽ nhau, khoảng từ 300 mm đến 1400 mm.
Capital Gate được thiết kế bởi công ty kiến trúc RMJM và đã được hoàn thành vào năm 2011. Capital Gate hiện là khách sạn 5 sao Hyatt Capital Gate và không gian văn phòng bổ sung.